# هيلج هانسن (جندي)
هيلج هانسن (بالألمانية: Helge Hansen)‏ هو جندي ألماني، ولد في 13 مارس 1936 في درسدن في ألمانيا.

## وصلات خارجية
- هيلج هانسن على موقع مونزينجر (الألمانية)